# Ardlethan
Ardlethan est un village australien situé dans la zone d'administration locale de Coolamon en Nouvelle-Galles du Sud. 
Il est établi dans la Riverina, à 489 km à l'ouest de Sydney et à 103 km de Wagga Wagga, à l'intersection de la Burley Griffith Way et de la Newell Highway, dans la Riverina. La population s'élevait à 387 habitants en 2016.
La localité est considérée comme le berceau du kelpie, un chien de berger australien.